# Производный функтор
У определённых функторов можно взять производные функторы чтобы получить другие функторы, тесно связанные с исходными. Данная операция является довольно абстрактной, но объединяет большое количество конструкций в математике.

## Мотивировка
Было отмечено, что во многих ситуациях короткая точная последовательность позволяет построить длинную точную последовательность. Понятие производного функтора объясняет эти наблюдения.
Пусть задан ковариантный точный слева функтор F : A → B между абелевыми категориями A и B. Если 0 → A → B → C → 0 — короткая точная последовательность в A, то, применяя F, получаем точную последовательность 0 → F(A) → F(B) → F(C). Возникает вопрос: можно ли продолжить эту точную последовательность вправо, чтобы получить длинную точную последовательность? Строго говоря, этот вопрос некорректен, так как всегда существует множество различных способов продолжить данную точную последовательность вправо. Но оказывается (если A достаточно «хорошая») что существует один канонический способ сделать это при помощи правых производных функторов функтора F. Для каждого i≥1 существует функтор RiF: A → B и приведённая выше последовательность продолжается следующим образом: 0 → F(A) → F(B) → F(C) → R1F(A) → R1F(B) → R1F(C) → R2F(A) → R2F(B) → … .

## Построение и первые свойства
Ключевое предположение, которое мы должны сделать об абелевой категории A — это то, что в ней достаточно много инъективных объектов, в том смысле, что для любого объекта A из A существует мономорфизм A → I, где I — инъективный объект A.
Правые производные функторы ковариантного точного слева функтора F : A → B определяются следующим образом. Начнём с объекта X категории A. Поскольку существует достаточно много инъективных объектов, мы можем построить длинную точную последовательность вида
{\displaystyle 0\to X\to I^{0}\to I^{1}\to I^{2}\to \cdots ,}
где I i инъективны (так называемую инъективную резольвенту X). Применяя функтор F к этой последовательности и отбрасывая первый член, мы получаем цепной комплекс
{\displaystyle 0\to F(I^{0})\to F(I^{1})\to F(I^{2})\to \cdots }
Заметим, что он, вообще говоря, не является точной последовательностью. Но мы можем вычислить его гомологии в i-м члене (ядро отображения из F(Ii) по модулю образа отображения в F(Ii)); мы назовём результат RiF(X). Конечно, требуется проверить несколько вещей: что результат не зависит от выбора инъективной резольвенты X и что любой морфизм X → Y естественным образом порождает морфизм RiF(X) → RiF(Y), так что мы действительно получаем функтор. Заметим, что из точности слева следует, что
0 →F(X) → F(I0) → F(I1)
точна, так что R0F(X) = F(X) и мы получаем что-то интересное только для i>0.
(Технически, чтобы определить производные F, нужно зафиксировать инъективную резольвенту ля каждого объекта A. Различные выборы резольвенты дают естественно изоморфные функторы, так что в конечном счёте выбор не имеет значения.)
Упомянутое выше свойство превращения коротких точных последовательностей в длинные следует из леммы о змее. Таким образом, набор производных функторов образует δ-функтор.
Если сам объект X инъективен, мы можем выбрать инъективную резольвенту 0 → X → X → 0 и получить, что RiF(X) = 0 для всех i ≥ 1. На практике, этот факт, вместе с существованием длинной точной последовательности, часто используется для вычисления значений правых производных функторов.

## Вариации
Если начинать с ковариантного точного справа функтора G, и в категории A достаточно много проективных объектов (то есть для любого объекта A категории A существует эпиморфизм P → A, где P — проективный объект), то можно аналогичным образом определить левые производные функторы LiG. Для объекта X категории A построим проективную резольвенту
{\displaystyle \cdots \to P_{2}\to P_{1}\to P_{0}\to X\to 0,}
где Pi проективны. Мы применяем G к этой последовательности, отбрасываем последний член и вычисляем гомологии, чтобы получить LiG(X). Как и раньше, L0G(X) = G(X).
В этом случае длинная точная последовательность будет «расти» налево, а не направо:
{\displaystyle 0\to A\to B\to C\to 0}
даёт
{\displaystyle \cdots \to L_{2}G(C)\to L_{1}G(A)\to L_{1}G(B)\to L_{1}G(C)\to G(A)\to G(B)\to G(C)\to 0}.
Левые производные функторы зануляются на проективных объектах.
Мы также можем начинать с контравариантного точного слева функтора F; получающиеся правые производные функторы тогда также будут контравариантны. Короткая точная последовательность
{\displaystyle 0\to A\to B\to C\to 0}
превращается в длинную точную последовательность
{\displaystyle 0\to F(C)\to F(B)\to F(A)\to R^{1}F(C)\to R^{1}F(B)\to R^{1}F(A)\to R^{2}F(C)\to \cdots }
Эти правые производные функторы зануляются на проективных объектах и, следовательно, вычисляются при помощи проективных резольвент.

## Приложения
Когомологии пучков. Если X — топологическое пространство, то категория всех пучков абелевых групп на X — абелева категория, в которой достаточно много инъективных объектов. Функтор, сопоставляющий пучку L группу глобальных сечений L(X) точен слева, и его правые производные функторы — это функторы когомологий пучков, обычно обозначаемые как H i(X,L). Чуть более общо: если (X, OX) — окольцованное пространство, то категория всех пучков OX-модулей — абелева категория, в которой достаточно много инъективных объектов, и мы можем опять построить когомологии пучков как правые производные функторы функтора глобальных сечений.
Функтор Ext. Если R — кольцо, то категория всех левых R-модулей абелева и в ней достаточно много инъективных объектов. Если A — фиксированный левый R-модуль, то функтор Hom(A,-) точен слева и его правые производные функторы — это функторы ExtRi(A,-).
Функтор Tor. В категории левых R-модулей достаточно много проективных объектов. Если A — фиксированный правый R-модуль, то тензорное произведение с A является точным справа ковариантным функтором на категории левых R-модулей; его левые производные функторы — это функторы TorRi(A,-).
Когомологии групп. Пусть G — группа. G-модуль M — это абелева группа M вместе с действием группы G на M автоморфизмами. Это то же самое, что и модуль над групповым кольцом ZG. G-модули образуют абелеву категорию, в которой достаточно много инъективных объектов. Мы обозначаем как MG подгруппу M, состоящую из элементов M, неподвижных относительно действия G. Это точный слева функтор, его правые производные функторы — функторы когомологий групп, обычно обозначаемые как H i(G,M).